# Salvelinus perisii
Salvelinus perisii és una espècie de peix de la família dels salmònids i de l'ordre dels salmoniformes.

## Hàbitat
Viu en zones d'aigües dolces temperades (54°N-53°N, 5°W-4°W).

## Distribució geogràfica
Es troba al Regne Unit.